# قجرمحله (آمل)
قجرمحله ، روستایی است از توابع بخش مرکزی شهرستان آمل در استان مازندران ایران.
نام قدیمی آن قاجارمحله می‌باشد. شغل اکثر ساکنین دامپروری (پرورش گوسفند و بز یا چوپانی) است.

## جمعیت
این روستا در دهستان پایین‌خیابان لیتکوه قرار داشته و بر اساس آخرین سرشماری مرکز آمار ایران که در سال ۱۳۸۵ صورت گرفته، جمعیت آن ۲۶۱ نفر (۶۵ خانوار) بوده‌است.